# R-TUNED：Ultimate Street Racing
『R-TUNED：Ultimate Street Racing』（アールチューンド：アルティメイト ストリート レーシング）とは、セガのアーケードレーシングゲームである。同社の「頭文字D」、「アウトラン」シリーズに続くブランニュー作品。通称「R改」。

## 概要
本作は今までにありそうでなかった「夜のストリートを駆け抜けるレースゲーム」をコンセプトに開発されたものである。スクランブルブーストを使って300km/h超の世界を堪能したり、コーナーにさしかかったらステアリングを切り込むだけでドリフトをして駆け抜けることができるなど、グランツーリスモのリアリティよりはリッジレーサーに通ずる爽快感を取ったところが大きい。また、「キャラバイナル」という名称で痛車を思い起こさせるようなグラフィックもチョイスできるのが特徴と言える。
プレイヤーは一人の走り屋となり、多くのライバルとバトルを重ねながら車種をコレクションしていく。チューニングは一台のクルマに対して行うのではなく、箱替えと呼ばれる方法でチューニングが施されたクルマを手に入れることになる。また、コレクションした車種の保存に使う専用のICカードは筐体から購入するのではなく、別途配置された専用の自販機から入手することとなる。

## ゲームモード
- バトル

さまざまなライバルを相手にしていくもので、本作の主幹モードとなる。またの名を「クエスト」とも言う。専用のICカードがあればクリアしたクエストを保存できる。車種のコレクションやチューンドマシンの購入もここで行う。各コースで設定された条件を満たすと、そのコースの「コーススキル」が上昇していき、その分ライバルたちも手強くなる。最終的にはコーススキルが最大値になったライバルを倒すことが目標となる。まれにコルベット スティングレイ、バイパー、GT-Rに搭乗するライバルも登場する（いずれもプレイヤーが使うことはできない）。
- タイムアタック

プレイヤー一台のみでタイムの限界に挑むモード。タイムアタック後に表示されるパスワードを公式サイトに入力するだけでワールドランキングに登録することができる。

## キャラバイナル
本作の最大の特徴でもあるのは、やはりキャラバイナルと呼ばれるドレスアップ手段において他にいない。ある程度ゲームを進めて、賞金も条件も満たすようになると、まるで痛車を思わせるグラフィックを選べるようになる。主たるところでは現ピアプロキャラクターズの初音ミクや「サクラ大戦」の真宮寺さくらが登場する。また、古くからのセガマニアには欠かせないソニックももちろん登場する。
実はこのキャラバイナルの採択を巡っては、当初のスタッフ会議でも賛否両論が渦巻いて紛糾したと言われている。理由としては「実際にクルマに乗っているドライバーの反応がよくない」こともあるが、その一方で「面白そうなのに・・・」というゲーム寄りの人からは「なぜ反対なのか」ということもあった。そこから議論を詰め、「キャラバイナルに抵抗がある人は使わなくてもいいし、逆にキャラバイナルを取り入れることによってレースゲームに興味がない人もゲームをしてもらえる」という結論に落ち着き、一般の人にも広く知られているボーカロイドシリーズやサクラ大戦シリーズなどに白羽の矢を立てて採用にゴーサインを出した。とはいえ、現在の痛車の主流ともなっている18禁ゲームは諸事情であえなくボツになった。結果的にこれが大当たり。蓋を開けてみればトップランカーにもキャラバイナルを使う人が増えており、今日のR改の人気を支える要因にもなっている。

## 登場車種
R改には国産スポーツカーをはじめ、アメリカン・マッスルカーも含めた20車種が参加している。ここでは、その車種リストを紹介する。
- トヨタ自動車

スープラ(JZA80)
セリカ SS-II(ZZT231)
セリカ GT-Four(ST205)
- 日産自動車

スカイラインGT-R VスペックII(BNR34)
スカイラインGT-R VスペックII(BNR32)
フェアレディZ バージョンST(Z33)
フェアレディZ 300ZX(CZ32)
GT-R(R35)＊CPU専用
- 本田技研工業

S2000(AP1)
NSX-R(NA2)
インテグラ タイプR(DC2)
- マツダ

RX-7(FD3S)
RX-7(FC3S)
RX-8(SE3P)
- 三菱自動車

ランサーエボリューションVIII(CT9A)
エクリプス(D32A)
- 富士重工業

インプレッサ WRXタイプ(GC8)
レガシィB4(BL5)
- フォード・モーター

マスタング
マスタング(1967年型)＊CPU専用
フォードGT＊CPU専用
- シボレー

コルベット Z06(X245A)
コルベット スティングレイ＊CPU専用
- ポンティアック

GTO
- ダッジ

バイパー(2代目)＊CPU専用